# Sippe
La Sippe es un concepto del Derecho germánico que desempeñó la función de unidad jurídica que englobaba al conjunto de parientes de sangre con base en un determinado individuo. En otra acepción, podía hacer referencia a todos los individuos que descienden de un tronco común en línea masculina.
Siguiendo la segunda y más específica concepción de la Sippe, el derecho germánico atribuía a ese conjunto de individuos un carácter de círculo de autodefensa, con un conjunto de derechos y deberes para sus miembros, de manera que la protección penal de sus integrantes quedaba en manos del propio colectivo cerrado de la Sippe. Así, cuando el círculo comunitario veía cómo uno de sus miembros era dañado, los restantes quedaban legitimados para acceder a la Blutrache o al Wergeld.
Otro los principales efectos de la Sippe consistía en la extensión del juramento particular, que se extendía al resto de componentes, convirtiéndoles en cojuradores. Así, el juramento adquiría un carácter solidario y genealógico, algo que suponía una gran ventaja en el campo procesal.
Dentro de la Sippe, existía un jefe semejante al paterfamilias romano, con unas atribuciones más extensas, como corresponde a un sistema jurídico menos desarrollado que el Derecho romano. El poder del cabeza de la Sippe se denominó Munt, o mundium para las fuentes latinas.